# Sulpicius Gallus (kráter)

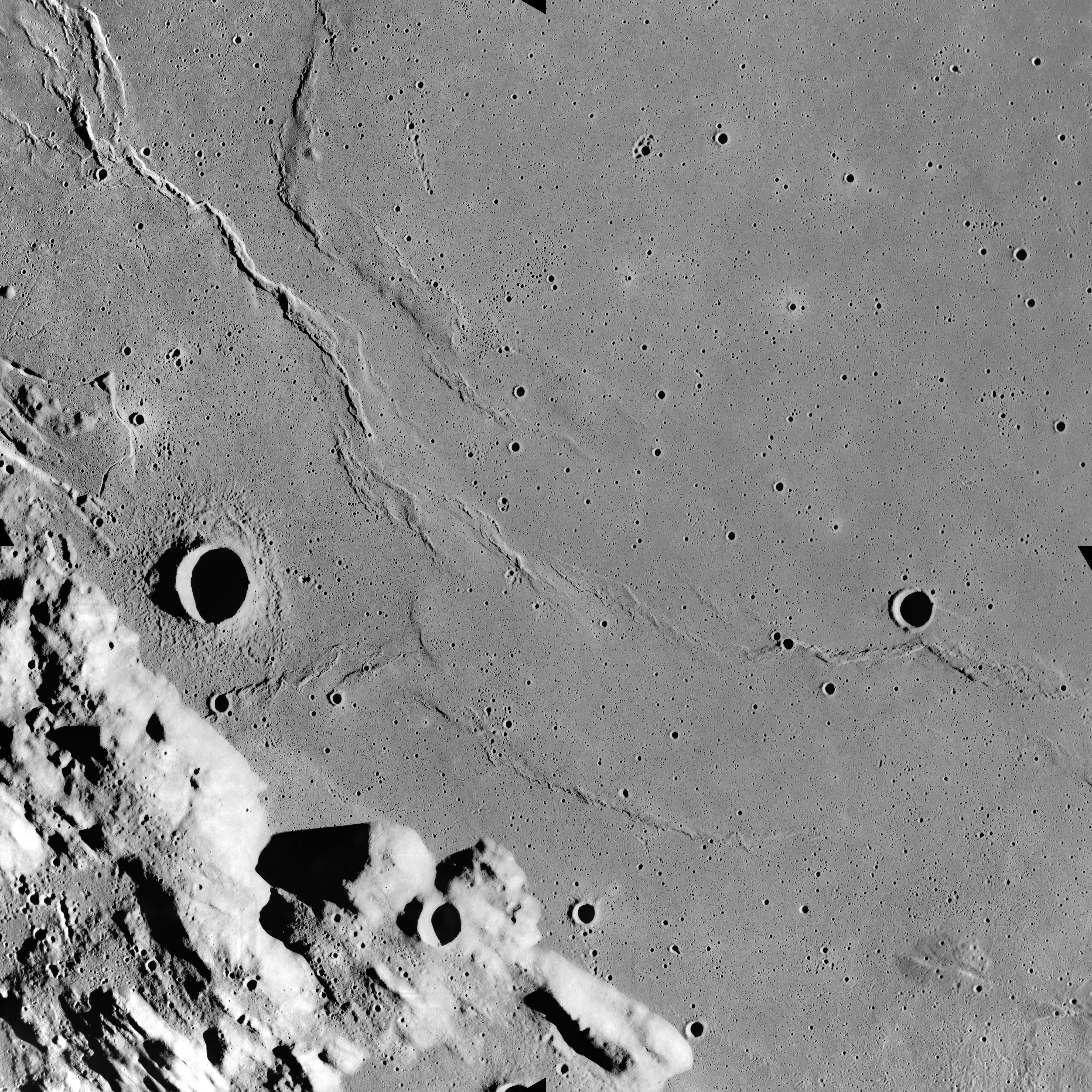
Kráter Sulpicius Gallus (větší kráter vlevo). Menší kráter vpravo je Bobillier.

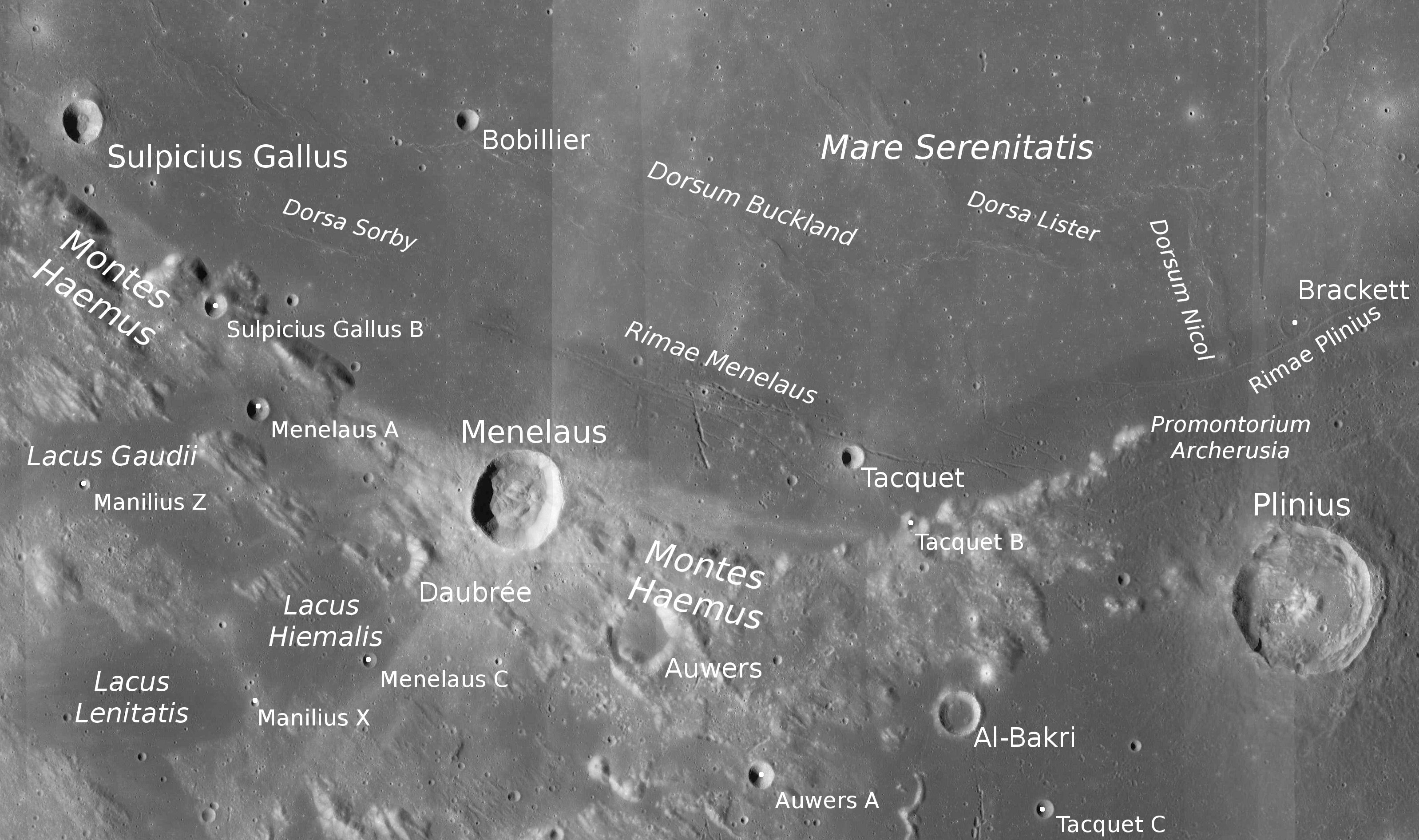
Poloha kráteru Sulpicius Gallus (v levém horním rohu).

Sulpicius Gallus je měsíční kráter nacházející se na přivrácené straně Měsíce na jihozápadním okraji Mare Serenitatis (Moře jasu). Má průměr 12,2 km, pojmenován je podle římského konzula a učence Gaia Sulpicia Galla.
Leží blízko pohoří Montes Haemus, východně od něj se na stejné rovnoběžce nachází malý kráter Bobillier (dříve Bessel E). Hřbet Dorsum Buckland se táhne poblíž kráteru.